# Page megye (Iowa)
Page megye az Amerikai Egyesült Államokban, azon belül Iowa államban található. Lakosainak száma 15 211 fő (2020. április 1.).

## Szomszédos megyék
- Montgomery megye (észak)
- Taylor megye (kelet)
- Nodaway megye (délkelet)
- Atchison megye (délnyugat)
- Fremont megye (nyugat)
- Mills megye
- Adams megye

## Népesség
A megye népessége az elmúlt években az alábbi módon változott:
| Lakosok száma | 15 926 | 15 920 | 15 746 | 15 713 | 15 527 | 15 211 |
|               | 2010   | 2011   | 2012   | 2013   | 2015   | 2020   |